# لوکوس (دین روم باستان)
لوکوس (انگلیسی: Lucus) در دین روم باستان، یک بیشه مقدس است.
لوکوس یکی از چهار واژه لاتین لاتین بود که به‌طور کلی به معنای «جنگل، بیشه» (همراه با «نموس»، «سیلوا» و «سالتوس») بود، اما برخلاف بقیه، در درجه اول به عنوان یک نام دینی و مذهبی استفاده می‌شد. سرویوس (متخصص دستور زبان) لوکوس را به‌عنوان «تعداد زیادی درخت با اهمیت مذهبی (واژه‌نامه دین روم باستان)» تعریف می‌کند که از سیلوا، یک جنگل طبیعی، و یک نموس (واژه‌نامه دین روم باستان)، یک درختستان متمایز می‌شود) که متبرک نیست. یک سالتوس معمولاً به معنای یک منطقه بیابانی با ویژگی‌های توپوگرافی متنوع است.